# Gosho Aoyama
Gosho Aoyama (青山 剛昌, Aoyama Gosho), geboren als Yoshimasa Aoyama (青山 剛昌, Aoyama Yoshimasa; Daiei, Tottori, 21 juni 1963) is een mangaka. Hij is vooral bekend voor zijn mangareeks Detective Conan. Wereldwijd gingen er reeds meer dan 200 miljoen volumes van deze serie over de toonbank (cijfer dateert uit 2017).

## Opleiding en carrière
Aoyama was reeds een tekentalent op jonge leeftijd. In de lagere school won zijn schilderij "Yukiai Oorlog" een wedstrijd. Hij liep school aan de Yuraikuei Middelbare School en ging daarna studeren aan de Nihon Universiteit te Tokio. In 1986 won hij er een stripwedstrijd voor nieuwe studenten.
Aoyama maakte zijn debuut als mangaka met Chotto Mattete, welke in 1987 werd uitgegeven in het tijdschrift Shonen Sunday. Kort daarna publiceerde hij Magic Kaito in ditzelfde magazine. Het hoofdpersonage Kaito Kuroba/Kaitou Kid kwam later ook voor in Detective Conan.
In de vroege jaren 1990 begon Aoyama aan Yaiba, welke een 24-delige reeks werd. Later publiceerde hij verscheidene andere mangareeksen in een Tankōbon formaat, zoals Third Base Fourth, Gosho Aoyama's Collection of Short Stories en Detective Conan.

## Prijzen en erkenningen

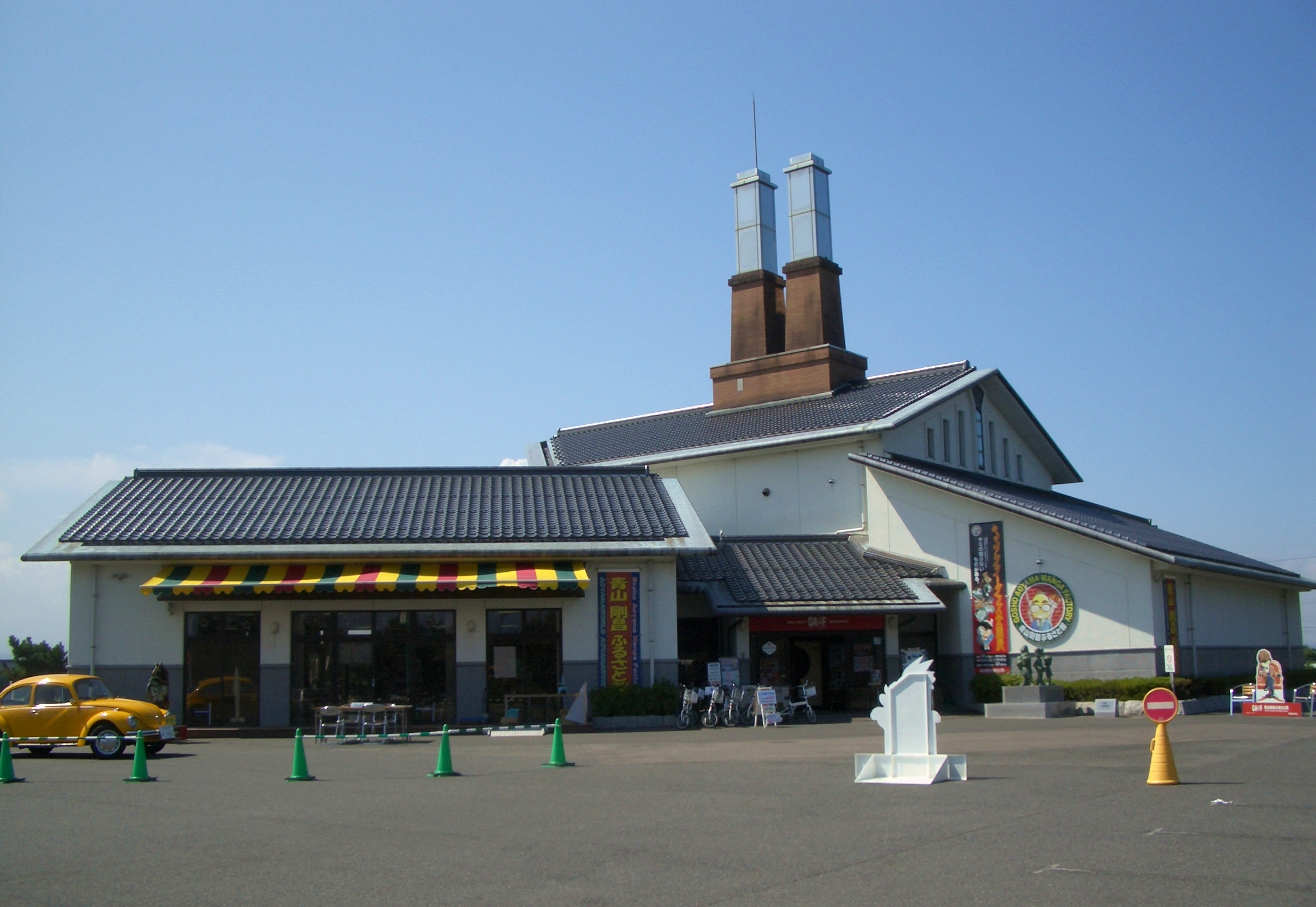
Gosho Aoyama Manga Factory

Aoyama won twee prijzen voor zijn werk als mangaka. In 1992 won hij de Shogakukan Manga-prijs in de shonen categorie voor Yaiba. In 2001 won hij de prijs opnieuw voor Detective Conan.
Aoyama's geboortedorp wijdde verschillende projecten aan hem, waaronder de Conan Brug en een aantal  Detective Conan standbeelden in het dorp. Op 18 maart 2007 opende de Gosho Aoyama Manga Factory, een museum gewijd aan Aoyama's werk.

## Persoonlijk leven
Op 5 mei 2005 huwde Aoyama met zangeres Minami Takayama. Zij sprak Conan's stem in voor de Japanse versie van de Detective Conan anime. Op 10 december 2007 ging het koppel uit elkaar.

## Werken
- Wait a Minute! (ちょっとまってて!, Chotto Mattete!), 1987, debuut
- Magic Kaito (まじっく快斗, Majikku Kaito), 1988
- Yaiba (1989), vanaf 2025 uitgegeven bij De Fontein in het Nederlands[9]
- Third Base Fourth (４番サード, Yonban Saado), 1993
- Aoyama Gosho Short Story Collection (青山剛昌傑作短編集, Aoyama Gosho Kessaku Tanpenshuu), 1994
- Detective Conan (名探偵コナン, Meitantei Konan), 1994, deel 1-13 uitgeven bij Kana in het Nederlands
- Tell Me A Lie (〜私にウソをついて〜, ~Watashi ni Uso wo Tsuite?), 2007